# HD 26755
HD 26755，又名BD+57 787，SAO 24514、HR 1313，是一颗恒星，视星等为5.71，位于銀經147.62，銀緯5.21，其B1900.0坐标为赤經4h 8m 51.4s，赤緯+57° 5.21′ 39″。